# Herkules I d’Este
Herkules I d’Este (ur. 26 października 1431 w Ferrarze, zm. 15 czerwca 1505 tamże) – syn Mikołaja III d’Este, książę Ferrary i Modeny w latach 1471–1505.
Władzę przejął po śmierci Borsa d’Este i pokonaniu syna Leonella d’Este, Mikołaja. W 1473 roku dla umocnienia swej pozycji poślubił córkę króla Neapolu, Eleonorę Aragońską. W 1476 roku ostatecznie rozprawił się z pretendentem do tronu Mikołajem d’Este. W latach 1478–1479 dowodził wojskami florenckimi w wojnie z papiestwem i Królestwem Neapolu. W 1482 roku zaniepokojona wzrostem znaczenia Ferrary Wenecja wypowiedziała Herkulesowi I wojnę. Jesienią wojska weneckie obległy miasto, które z trudem się obroniło. Sytuację odmieniło przejście papieża na stronę Ferrary. Sprzymierzonym nie udało się ostatecznie pokonać Wenecjan. W wyniku zawartego w 1484 roku pokoju Herkules I utracił Rovigo i Polesine. W latach 1490–1491 umocnił przez małżeństwa swych dzieci związki Ferrary z Mantuą i Mediolanem. Dwukrotnie w 1494 i 1499 roku poparł wkraczających do Włoch Francuzów. W 1501 roku poprzez małżeństwo syna Alfonsa z Lukrecją Borgią zawarł przymierze z władającymi Rzymem Borgiami.
Za panowania Herkulesa Ferrara doszła do najwyższego stopnia swego rozwoju, osiągając sto tysięcy mieszkańców. Herkules wybudował część miasta, na północ od strada della Giuvecca, większą od całej dawniejszej Ferrary. Za panowania Herkulesa I w pełni wykształcił się system skarbowy uznawany, obok weneckiego i florenckiego za najlepszy we Włoszech. Dwór Herkulesa i Eleonory należał do najgłośniejszych ognisk literackich we Włoszech i wywarł niemały wpływ na rozwój ideowy późnego renesansu. Byli z nim związani Tito Strozzi, Matteo Maria Boiardo, Giovanni Pico della Mirandola, Albert Pio, Pietro Bembo.

## Zdobycie władzy
Herkules urodził się 26 października 1431 roku jako syn Mikołaja III d’Este i jego trzeciej żony Ricciardy Saluzzo. Wykształcenie odebrał na dworze Alfonsa I w Neapolu. W 1462 roku powrócił do Ferrary i został gubernatorem Modeny. W 1466 roku rządzący Ferrarą Borso, niezadowolony z przymierza florencko-mediolańskiego poparł opozycję próbującą odebrać władzę nad Florencją Medyceuszom. Herkules wyruszył wówczas na czele blisko czterech tysięcy wojska na pomoc opozycji. Ostatecznie, ponieważ sytuacja rozwiązała się po myśli Medyceuszy, zawrócił.
Herkules został wyznaczony przez swego brata Borsa na jego następcę. Po śmierci Borsa 19 sierpnia 1471 roku doszło jednak do walki o władzę pomiędzy nim a młodszym odeń o siedem lat synem jego brata, Leonella, Mikołajem. Mikołaj uważał się za prawowitego następcę tronu, zebrawszy swoich stronników, próbował zdobyć siedzibę książęcą – castello. Zawołanie Mikołaja „żagiel” (vela) nie znalazło jednak takiego poparcia wśród ludności Ferrary jak „diament” (diamante) Herkulesa. Uprzejmego, wesołego i bardzo przystojnego, otoczonego nimbem wychowania w Neapolu i stosunków z Andegawenami młodego księcia poparła zdecydowana większość mieszkańców. Korzystając z ogólnego zamętu pospólstwo ferraryjskie wpadło do Palazzo della Ragione, zdemolowało stalle sędziowskie i spaliło sądowe papiery.
Mikołaj schronił się w Mantui na dworze Ludwika II Gonzagi. Herkules próbował pojednać się z bratankiem wysyłając mu w darze piękny, żałobny strój, którego Mikołaj potrzebował po śmierci stryja Borsa. Kiedy te działania nie odniosły skutku Herkules wysłał do Mantui hrabiego Mikołaja di Rinaldo Ariosti z poleceniem otrucia krewniaka, obiecując mu za tę przysługę dwa zamki, pałac w Ferrarze i roczną pensję. Ariosti przybył na dwór Gonzagów pod pozorem zawiezienia podarunków mantuańskiej markizie. Udało mu się pozyskać marszałka dworu Mikołaja, Cezara Pirandoliego, który miał podać swemu panu truciznę w potrawie. Pech chciał, że Pirandoli zachorował tego dnia, gdy miał otruć swego pana. Przypuszczając, że sam się otruł, wyznał wszystko Mikołajowi i Fryderykowi Gonzadze. Ariostiemu udało się zbiec, Pirandoliego zaś powieszono.

## Małżeństwo z Eleonorą Aragońską

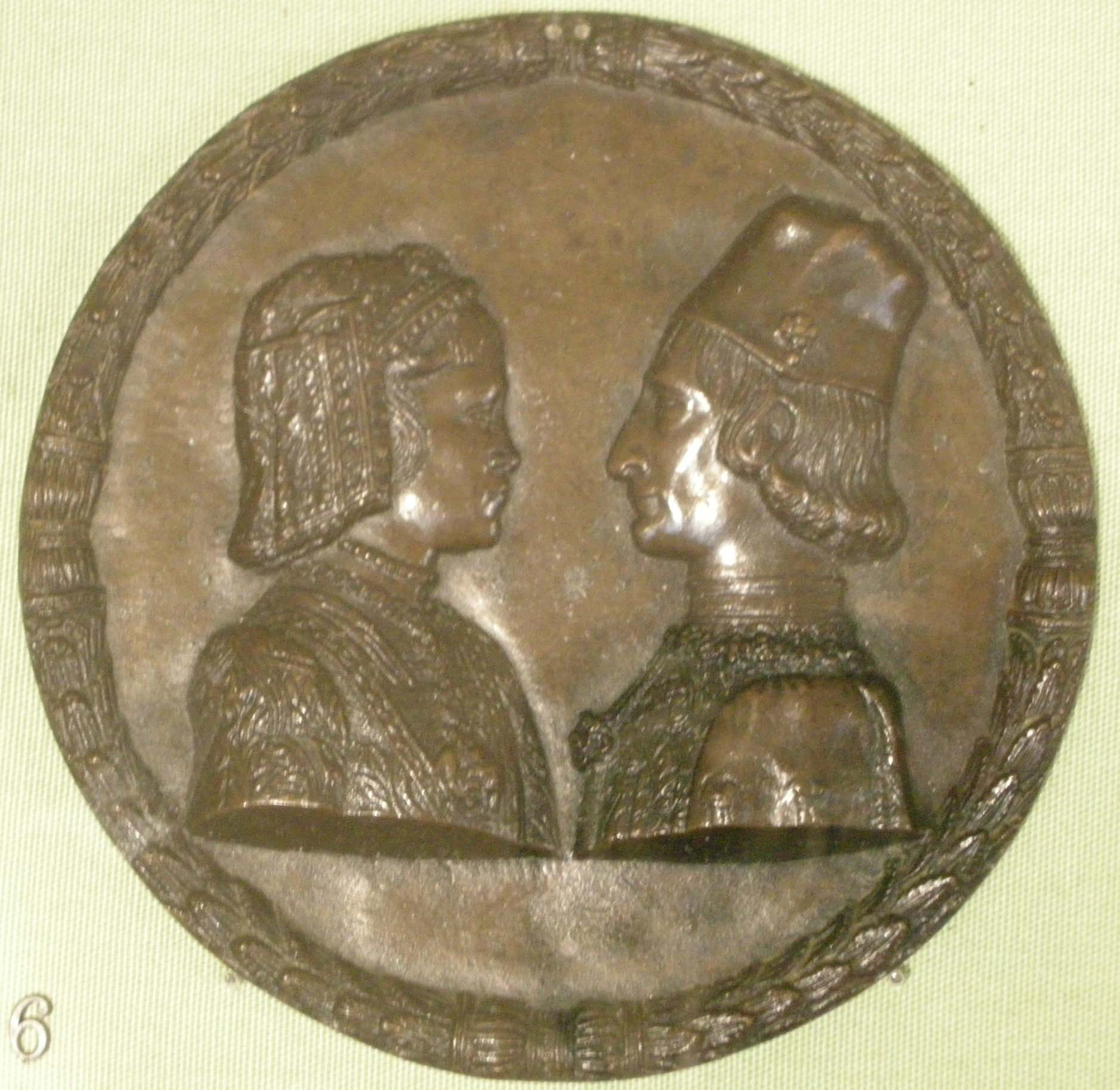
Medalion przedstawiający Herkulesa I i Eleonorę

Związki z Neapolem i konieczność szukania sojuszników przeciw Wenecji skłoniły Herkulesa w następnym roku do podjęcia starań o rękę córki Ferrante Neapolitańskiego, Eleonory. W 1472 roku papież Sykstus IV unieważnił jej zrękowiny z bratem Galeazza Sforzy i Eleonora była znowu wolna. W czerwcu 1473 roku Herkules wysłał do Neapolu braci Zygmunta i Alberta w towarzystwie możnych ferraryjskich. 3 lipca Eleonora na czele 50-osobowego orszaku wjechała do Ferrary. Następnego dnia w katedrze ferraryjskiej odbył się ślub książęcej pary. Uroczystości trwały osiem dni.
18 maja 1474 roku Eleonora urodziła Herkulesowi córkę Izabelę, a rok później, 29 czerwca 1475 – Beatrycze. W kolejnych latach urodziła jeszcze czterech synów. Małżeństwo Herkulesa i Eleonory współcześni uważali za wzorowe. Książę uchodził za wiernego małżonka. Raz tylko, gdy żona w 1477 roku wyjechała na kilka miesięcy do Neapolu, odwiedzić rodziców, nawiązał romans z damą dworu, Izabelą Arduino, która w marcu 1478 roku powiła mu syna Giulia. W trzy miesiące później wyszła za mąż za Jacoma Mainente z Ferrary.
W trudnych chwilach Eleonora potrafiła okazać sporo odwagi i przytomności umysłu. W 1476 roku, podczas pobytu Herkulesa w Belriguardo, Mikołaj d’Este spróbował śmiałym atakiem zdobyć Ferrarę. Na łodziach wiozących słomę ukrył 700 zbrojnych i podpłynął Padem pod samo miasto. Zdołał się wedrzeć do środka, okrzyk „vela” (żagiel) i tym razem nie znalazł jednak echa wśród ferraryjczyków. Eleonora, porozumiawszy się z braćmi męża: Zygmuntem, Albertem i Rinaldem, zebrała oddział wojska, który wyparł Mikołaja z miasta, zepchnął na okoliczne bagna i tam go schwytał. Herkules kazał Mikołaja ściąć, 20 jego stronników powiesić dla postrachu w oknach Palazzo della Ragione, a dalszych pięciu na murach Castello Vecchio. Pozostałym darował życie pod warunkiem złożenia mu przysięgi wierności.

## Wódz wojsk florenckich
Latem 1478 roku doszło do wojny pomiędzy Papiestwem i Neapolem a Florencją wspieraną przez Mediolan i Wenecję. Florentyńczykom udało się, z niemałym trudem, zwerbować jako naczelnego wodza Herkulesa. 13 września książę przybył do obozu pod Poggio Imperiale. 27 tego miesiąca otrzymał buławę. Wojsko było niezdyscyplinowane, różnego autoramentu, nie więcej niż 150 żołnierzy było należycie uzbrojonych. Żołnierze mediolańscy służyli niedawno papieżowi i nie byli teraz skłonni występować przeciw niemu. To samo dotyczyło Herkulesa, który był wszak zięciem króla Neapolu i prowadził całą kampanie raczej nieudolnie: tracił czas na niepotrzebne manewry; pozwolił zdobyć przeciwnikowi w listopadzie Monte San Saviano i rozłożyć się na leże zimowe w rejonie Chianti. Jesienią następnego roku przeciw Florencji skierował swą armię, pod dowództwem Roberta da San Severino, również Ludwik Sforza. 7 września 1479 roku na widok nadciągającego przeciwnika, rozdzielone wcześniej wojska Herkulesa, ogarnięte paniką, w popłochu uciekły do Florencji, pociągając za sobą miejscowe chłopstwo. Herkules ustąpił z funkcji naczelnego wodza na rzecz brata Zygmunta. Podejrzewano go o zdradę interesów Florencji. Mimo to Medyceusze wypłacali mu 60 tysięcy florenów rocznie w czasie operacji wojennych i jeszcze 40 tysięcy, gdy zawarto pokój, by zagwarantować sobie jego przychylność.

## Wojna z Wenecją
Wzrastająca potęga Estów, szczególnie po zawarciu przez Herkulesa małżeństwa z córką króla Neapolu, skłonił Wenecję do podjęcia w 1481 roku kroków przeciwko Ferrarze. Za pretekst do wypowiedzenia wojny miała posłużyć ekskomunika rzucona przez arcybiskupa Ferrary na reprezentanta interesów weneckich w Ferrarze. Herkules zorientowawszy się, co się święci, w porę nakłonił arcybiskupa, by cofnął ekskomunikę. W tej sytuacji Wenecja wyszukała nowy powód do wojny: zażądała monopolu na wydobycie soli, którą Ferrara eksploatowała z lagun Comacchio. Odprawiona z kwitkiem 3 maja 1482 roku Wenecja wypowiedziała wojnę Ferrarze. Herkules dzięki rozmaitym sojuszom zapewnił sobie pomoc Neapolu, Florencji, Mediolanu, Mantui i Bolonii. Po stronie Wenecji opowiedział się papież, Girolamo Riaro, Siena, Genua i markiz di Monferrato. Na czele wojsk weneckich stanął poróżniony z Ludwikiem Sforzą Robert da San Severino. Herkules powierzył swoją obronę księciu Alfonsowi z Kalabrii i Fryderykowi da Montefeltro, księciu Urbino. Obeznani z bagnistą doliną Padu Wenecjanie zajęli Adrię, Comacchio, zamek Fizarolo, Rovigo i Lendinarę. Oddziały Montefeltra dostały się do niewoli. Tysiące żołnierzy zmarły na malarię. Zapadł na nią sam Montefeltro i 10 września zmarł w Ferrarze. Wenecjanie oblegli Ferrarę, której mieszkańcy umierali od zarazy. Choroba powaliła również Herkulesa. W sytuacji ostatecznego zagrożenia rządów Estów, władzę w mieście objęła silną ręką Eleonora. Dzieci wysłała do Modeny, a chorego męża umieściła w bezpiecznym miejscu. Zastawiła prawie wszystkie klejnoty, wezwała mieszkańców do obrony miasta i ostatecznie je uratowała.
Ratunek przyszedł ze strony papiestwa. W drugiej połowie sierpnia wojska neapolitańskie podeszły pod sam Rzym. 21 sierpnia pod Campo Mato na bagnach Nettuno doszło do rozstrzygającej bitwy. Zwyciężył ostatecznie dowodzący wojskami papieskimi Robert Malatesta, zięć księcia Urbino. Zmarł jednak na malarię 10 września i tego samego dnia w Ferrarze umarł jego teść. Ponieważ walczący na północy z Florencją hrabia Riaro pokłócił się z papieżem, ten został bez wodzów. W tym czasie król Neapolu i Medyceusze poparli awanturę arcybiskupa Słowenii Andreasa Zamanaticia, mającą na celu zwołanie soboru do Bazylei. Zagrożony możliwością obioru antypapieża Sykstus IV zawarł 12 grudnia pokój z Neapolem. Papież został zobowiązany do dwudziestoletniego sojuszu z Ferrarą. Zaproponował również przystąpienie do sojuszu Wenecji. Ta jednak propozycję odrzuciła. 23 lutego 1483 roku sprzymierzeńcy: Wawrzyniec Wspaniały, Ludwik Sforza, markiz Mantui Fryderyk Gonzaga, Giovanni Bentivoglio z Bolonii, Herkules i legat papieski Francesco Gonzaga zebrali się w Cremonie dla uzgodnienia ofensywy przeciw Wenecji.
Wojska sprzymierzonych zgromadziły się na początku marca w Ferrarze w sile 4 tysięcy jezdnych i 8 tysięcy piechoty. 7 marca nad Padem 8-tysięczna armia wenecka została pobita. Wenecji udało się w tym czasie zaangażować kondotiera René d’Anjou, który powstrzymał armię sprzymierzonych. Nie przyniosły również rezultatu działania podjęte przez sprzymierzonych na morzu. W tej sytuacji, 24 maja, papież zdecydował się opublikować bullę, w której nakładał na Wenecję interdykt. Latem Alfons kalabryjski na czele 17-tysięcznej armii, zostawiwszy dla obrony Ferrary 6 tysięcy wojska, wkroczył w rejon Bergamo, Brescii i Werony. Wenecjanie bronili się z największym trudem. We wrześniu 1483 roku wygasł kontrakt Wenecjan z Reném, który wycofał się do Lotaryngii.
Zagrożoną w swym istnieniu Wenecję uratowały niesnaski w obozie zwycięzców. W Rzymie wybuchły walki między Orsinimi i Colonnami. Zmarł Fryderyk Gonzaga, jedyny, który mógł uśmierzyć zwadę pomiędzy księciem Kalabrii a Ludwikiem Sforzą. 7 sierpnia 1484 roku Sforza podpisał w Brescii pokój z Wenecją. Wenecjanie odzyskiwali swoje posiadłości, przyłączali Rovigo i Polesine i zmuszali Ferrarę do uznania swego zwierzchnictwa. Herkules uratował swoje państwo przed zagładą, ale wojna z potężną Rzeczpospolitą Wenecką zadała Ferrarze poważny cios, na jakiś czas niwecząc jej dobrobyt.

## Dyplomata

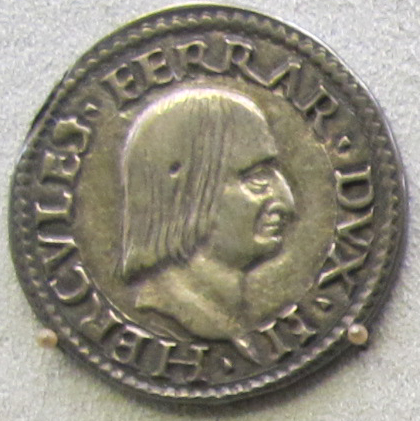
Moneta z wizerunkiem Herkulesa I

W następnych latach Herkules nie wystawiał już swego państwa na hazard wojny. W zmieniających się okolicznościach politycznych umacniał swoją pozycję, wzorem Borsa, poprzez układy. Jeszcze w 1480 roku przyrzekł rękę 6-letniej Izabeli synowi Fryderyka Gonzagi. W 1483 roku ogłosił zaręczyny Izabeli i Beatrice, o której rękę zaczął zabiegać Ludwik Sforza. 11 lutego 1490 roku sojusz z Mantuą umocnił ślub Izabeli z Franciszkiem Gonzagą. Rok później podwójne małżeństwo utrwaliło sojusz Ferrary z mediolańskimi Sforzami. 17 stycznia Beatrice poślubiła w Pawii Ludwika Sforzę, 22 stycznia – syn Herkulesa, Alfons, poślubił w Mediolanie Annę Sforzę. Kiedy trzy lata później, na początku września 1494, król Francji Karol VIII przekroczył Alpy, Herkules był jednym z pierwszych władców włoskich, który przybył do Asti, by złożyć mu hołd. Kiedy w 1499 roku kolejny król Francji Ludwik XII wkroczył do Włoch celem zdobycia Mediolanu, Herkules powiadomiony o zamierzonym przez Cezara Borgię zajęciu księstwa Ferrary, postarał się o to, by znaleźć się w triumfalnym orszaku francuskiego króla. Na początku 1500 roku Herkules otrzymał propozycję ożenienia niedawno owdowiałego Alfonsa z Lukrecją Borgią. Wspierany w tym przez króla francuskiego, grał na zwłokę. Ostatecznie jednak zmuszony był ulec, Ludwik XII potrzebował bowiem poparcia Borgiów dla swoich planów podboju południowych Włoch. W zamian za małżeństwo wynegocjował sto tysięcy dukatów posagu i prawie drugie tyle w klejnotach, strojach i srebrach, przyłączenie do Ferrary zamków Cento i Pieve, obniżenie rocznej daniny składanej przez Ferrarę papieżowi z czterech tysięcy do stu dukatów oraz tytuł książąt Ferrary dla wszystkich męskich potomków Lukrecji i Alfonsa.

## Gospodarz
Za panowania Herkulesa Ferrara doszła do najwyższego stopnia swego rozwoju, osiągając sto tysięcy mieszkańców. Herkules wybudował część miasta, na północ od strada della Giuvecca, większą od całej dawniejszej Ferrary. Nowe miasto, zwane później herkulańskim, o długich, szerokich i prostych ulicach, krzyżujących się pod kątem prostym i nie dających cienia w lecie, ani schronienia przed wiatrem w zimie, stało się wzorem dla nowożytnego budownictwa europejskiego.
Miastem rządziło dwunastu Savich, „mądrych ludzi”, na czele których stał Giudice de’Savi. Naczelnika Savich książę mianował i odwoływał wedle własnego upodobania. Kolegium Savich zajmowało się administracją cywilną, ekonomiczną i finansową komuny, a także sądownictwem w sprawach cywilnych i karnych, z wyjątkiem spraw zastrzeżonych podeście. Savi nakładali podatki miejskie, czuwali nad bezpieczeństwem publicznym, utrzymywaniem dróg, kanałów i mostów, szkolnictwem, policją, zdrowiem, a nawet biciem monet. Z dawnych czasów został też zachowany urząd podesty, który był przewodniczącym sądu w ważniejszych sprawach karnych i wykonawcą rozkazów księcia.
Za panowania Herkulesa I w pełni wykształcił się system skarbowy uznawany, obok weneckiego i florenckiego, za najlepszy we Włoszech. Jego instytucje finansowe stały się wzorem dla nowożytnych państw. Na czele administracji skarbowej stało dwóch faktorów generalnych, mianowanych przez księcia, do jednego należała skarbowość stolicy, do drugiego – prowincji. Dochody państwa wpływające do ogólnej kasy książęcej pochodziły z dzierżawy dóbr książęcych, monopoli, sprzedaży urzędów, wyrobów fabryk książęcych: sukna, kobierców, majolik oraz z handlu zbożem. Gminy utrzymywały się generalnie z własnego podatku, tylko w sytuacjach nadzwyczajnych klęsk lub festynów były wspomagane z kasy książęcej. Księgi w faktoriach generalnych prowadzono osobno dla wydatków publicznych, osobno dla wydatków dworu książęcego.
Spore fundusze z wydatków gminnych Herkules przeznaczał na cele dobroczynne. Założył Towarzystwo Dobroczynności, Associazione dei poveri di Christo, oraz zakład dla ludzi wstydzących się żebrać, Scuola o regola dei poveri vergognosi.

## Mecenas

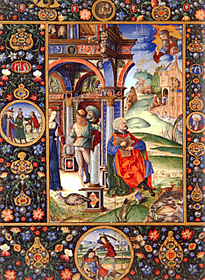
Brewiarz Herkulesa I

Dwór Herkulesa i Eleonory należał do najgłośniejszych ognisk literackich we Włoszech i wywarł niemały wpływ na rozwój ideowy późnego renesansu. Herkules, chociaż nie tak wykształcony jak Leonello, bardzo lubił teatr i muzykę i zabiegał o to, by mieć najświetniejszą scenę w całych Włoszech. Eleonora, bardziej od męża rozmiłowana w literaturze, wyniosła ponadto z Neapolu tradycję uświetniania książęcego dworu kołem artystów i literatów. Blisko związany z dworem pozostawał przez całe życie ferraryjczyk Tito Strozzi (1422-1505), jeden z najznakomitszych poetów łacińskich XV wieku, autor cyklu elegii zatytułowanych Erotica oraz licznych wierszy wychwalających księcia i jego rodzinę. W 1497 roku Strozzi został mianowany przez Herkulesa naczelnikiem Savich i pełnił tę odpowiedzialną funkcję aż do śmierci. Dworzaninem i urzędnikiem książęcym był też, urodzony w należącym do Ferrary Scandiano, Matteo Maria Boiardo (1434-1494), najwybitniejszy poeta włoski XV wieku, autor poematu rycerskiego Roland zakochany. Boiardo, który poznał Herkulesa, gdy ten był gubernatorem Modeny, pod koniec życia sam został najpierw gubernatorem Modeny, a następnie Reggio. W Ferrarze zdobywał wykształcenie i przez jakiś czas działał filozof i polihistor Giovanni Pico della Mirandola (1463-1494). Z dworem Estów był też związany, pochodzący z sąsiadującego z Księstwem Ferrary Carpi, Albert Pio (1475-1531) zasłużony dla edycji greckich i łacińskich klasyków. W latach 1497–1503 przebywał w Ferrarze wybitny włoski uczony i pisarz Pietro Bembo (1470-1547). Adorator przyszłej księżnej Lukrecji Borgii, w Ferrarze napisał swoje słynne Rozmowy w Asolo. Z dworem Herkulesa I byli też związani: modeńczyk Jacopo Sadoleto, prawnik i poeta ferraryjski Celio Calcagnini, poeci Antonio Tebaldi, Antonio Camelli zwany Pistoją oraz Pandolfo Collenuccio.
Sam Herkules I niemało zasłużył się dla rozwoju nowożytnego teatru. Podobno już jako chłopak rozczytywał się w starożytnych komediopisarzach i marzył o wskrzeszeniu teatru. Zachęcił ferraryjskich literatów do tłumaczenia i przerabiania starożytnych komedii, do układania eklog, scen pasterskich i baletów. Pracowali nad tym Boiardo, Battista Guarino, Niccolò da Corregio, Collenuccio, Tebaldi. Szereg przedstawień, dawanych przy okazji festynów dworskich, rozpoczął Herkules I w 1486 roku Menechmami Plauta, wystawionymi na zamkowym podwórzu. Rok później z okazji ślubu Lukrecji d’Este z Hannibalem II Bentivoglio odegrano oryginalną komedię Corregia Cefalo. Aktorzy i widzowie zmokli wówczas z powodu ulewnego deszczu. Następne przedstawienia organizowano w ogrodach Schifanoi, aż wreszcie w 1499 roku Herkules I kazał urządzić, niemałym kosztem, scenę w wielkiej sali pałacu. Pomiędzy aktami komedii klasycznych grano balety, farsy i burleski. Na przedstawienia w Ferrarze zjeżdżano z dalekich stron. Stały się one znaczącymi wydarzeniami kulturalnymi w całych Włoszech. Teatr Estów stał się przykładem dla innych, szczególnie dla markiza Mantui i księcia Mediolanu, którzy utworzyli własne sceny. Herkules dorobił się też własnej trupy teatralnej, w której grywał między innymi Ariosto. W późniejszym czasie wymieniał się aktorami z mantuańskimi Gonzagami.

## Rodzina
Herkules I miał z Eleonorą Aragońską, córką króla Ferdynanda I Neapolitańskiego sześcioro dzieci:
- Izabelę (ur. 18 maja 1474), żonę Franciszka II Gonzagi,
- Beatrycze (ur. 29 czerwca 1475), żonę Ludwika Sforzy,
- Alfonsa I (ur. 21 lipca 1476), następcę Herkulesa I,
- Ferrante (ur. 19 września 1477),
- Hipolita (ur. 20 marca lub listopada 1479)[1],
- Zygmunta (Sigismondo).

Z Izabellą Arduino miał nieślubnego syna Giulia, urodzonego w marcu 1478 roku.